# Deus Irae
Deus Irae (1976) je sci-fi román amerického spisovatele Philipa K. Dicka a Rogera Zelaznyho. Název románu znamená v latině Bůh hněvu, což je narážka na Dies Irae (Den hněvu neboli Soudný den).
Dick začal psát román již roku 1964 na základě své povídky Velký P (1963, The Great C). Vzniklo tak padesát stran rukopisu pod názvem The Kneeling Legless Mann (Klečící člověk bez nohou). Protože však došel k názoru, že nemá k dokončení románu dostatečné teologické vědomosti, pořádal o spolupráci Teda Whiteho, ke které však nikdy nedošlo. Roku 1968 se shodou okolností s rukopisem seznámil Roger Zelazny a po sedmileté sporadické spolupráci se podařilo román dokončit.

## Obsah románu
Po třetí světové žijí přeživší lidé v podivném světě, ve kterém se mísí primitivní život s vysokými technologiemi. Část lidstva díky radioaktivnímu spadu postupně zmutovala v bizarní bytosti (ještěráky, hmyzáky či skokany), které mají svou vlastní svébytnou kulturu. Křesťanství je věobecně na ústupu a na spálené a zamořené Zemi vznikl nový mocný náboženský kult zformovaný kolem Carletona Lufteufela (z německých slov Luft, což znamená vzduch. a Teufel, což znamená ďábel), jehož rozhodnutí odpálit bombu znamenaolo konec civilizovaného světa. Služebníci hněvu, jak si jeho uctívači říkají, dali svému bohu jméno Deus Irae (Bůh hněvu), protože nevěří, že Bůh je dobrý, ale naopak, že je zlý a že smrt je vysvobozením od utrpení, které způsobuje.
Hlavní postavou příběhu je Tibor McMasters, tzv. trupík, tj. muž narozený bez nohou a rukou. Díky svým robotickým protézám se stal uznávaným malířem. Proto dostal od představitelů nové církve v Charlottesville v Utahu zakázku na zpodobnění Boha hněvu na kostelní fresce pro další generace věřících. Nikdo ale neví, jak tento Bůh nyní vlastně vypadá, a proto se Tibor vydá na nebezpečnou výpravu zpustošenými Spojenými státy ve vozíku taženém krávou, aby jej našel. Na své cestě se potkává s mutanty, od kterých získá psa, a podaří se mu uniknout Velkému P, zdegenerované umělé inteligenci, která pro své přežití rozkládá živé organismy v kyselinové lázni a spotřebovává jejich stopové prvky.
Tibora na jeho pouti sleduje člen křesťanské církve Pete Sands, muž, který se snaží pomocí drog dojít k náboženskému osvícení. K následování Tibora na jeho pouti s cílem ji sabotovat jej přesvědčí křesťanský kněz z Charlottesville, otec Jim Abernaty. Oba se setkají s lovcem Jackem Schuldem, který tvrdí, že jej mezinárodní policejní organizace pověřila Lufteufela najít a zlikvidovat. Ve skutečnosti je to sám Lufteufel, který chce být zabit Petem před Tiborovýma očima, aby byl zpodobněn jako mučedník. Záměr se mu však nezdaří, protože jej zabije sám Tibor ve vzteku za to, že mu zahubil psa. Lufteufelův duch se později zjeví retardované dívce Alici, o kterou se zaživa staral. Zbaví jí její duševní méněcennosti a Alice vidí, že došel klidu a difundoval do okolí.
Aby mohla být Tiborova mise ukončena, namluví mu Pete, že starý umírající alkoholik, se kterým se později sešli, je Lufteufel. Po návratu do Charlottesville Tibor fresku namaluje a ta se stane slavnou. Tibor dožije jako uznávaný a slavný umělec a po smrti je prohlášen za svatého.

## Česká vydání
- Deus Irae, Argo, Praha 2010, přeložil Filip Krajník.